# Jan Jacob Cau
Jan Jacob Cau, né le 2 décembre 1750 à Zierikzee et mort le 15 novembre 1836 à Voorschoten, est un homme politique néerlandais.

## Biographie
Avocat à Amsterdam, Cau fait également partie du vroedschap de Zierickzee dans les années 1770 et soutient la Révolution batave dans les années 1780. En 1786, il fait partie de la commission pour la défense nationale, qui est dissoute en septembre 1787. En 1796, il est élu député à la première assemblée nationale batave. En raison de son fédéralisme, il n'est pas réélu lors du renouvellement de l'assemblée le 2 août 1797 et refuse dès lors toute fonction politique.